# Heini Hemmi
Heini Hemmi (n. 17 ianuarie 1949, Curvalda⁠(d), cantonul Graubünden, Elveția) este un schior alpin elvețian, medaliat olimpic. A participat la o ediție a Jocurilor Olimpice (1976) în care a câștigat o medalie de aur.

## Participări
Lista de mai jos prezintă principalele competiții la care a participat Heini Hemmi de-a lungul carierei.
- alpine skiing at the 1976 Winter Olympics – men's giant slalom[*]